# Minna Sundberg
 (décembre 2017).
Minna Sundberg est une illustratrice et dessinatrice suédo-finlandaise, née le 9 janvier 1990. Elle est connue pour les bandes dessinées en ligne A Redtail's Dream et Stand Still, Stay Silent.

## Biographie

### Jeunesse et formation
Minna Sundberg est née en Suède en 1990. En 2013, elle est diplômée de l'école supérieure Aalto d'art, de design et d'architecture d'Helsinki en design graphique,.

### Carrière
En 2015, elle obtient le prix Reuben pour Stand Still, Stay Silent dans la catégorie « Online Comics – Long Form ».

## Œuvres

### Bandes dessinées en ligne
- A Redtail's Dream (Un rêve de Renard)
- Stand Still, Stay Silent

## Distinction
- National Cartoonists Society 2015 : Prix Reuben pour Stand Still, Stay Silent[3]